# Бронишувский замок
Бронишувский замок (пол. Zamek w Broniszowie, нем. Schloss Brunzelwaldau) — замок, расположенный в селе Бронишув в гмине Кожухув Новосольского повята Любушского воеводства в Польше.

## История
На месте нынешнего замка в XII веке существовал рыцарский замок, владельцем которого был комес Бытом-Оджански Бронислав.
К 1608 году средневековый замок был перестроен в ренессансную усадьбу.
В 1839 году владельцами замка стал род фон Чамер и Квариц.
В XIX веке было осуществлено строительство замка, именно в то время появился кирпичная стена и обзорная башня в неоготическом стиле.
После 1945 года замок находился в собственности местного сельскохозяйственного общества.
С 1986 года здесь проходили национальные фотографические мастерские.

## Современность
В 2010 году разрушенный дворец стал частной собственностью, после чего начался его постепенный ремонт. Замок открыт для посещения туристами.

## Архитектура
План ренессансного замка XVII напоминал латинскую букву L. Резиденция имела три этажа и была украшена сграффитовой декорацией. На первом этаже были расположены две просторные комнаты — одна покрыта цилиндрическим сводом с люнетами, украшенными стукковыми декорациями. Вторая — балочным стропом с богатыми ренессансными стукковыми декорациями (конец XVI века), имевших мотивы растительного гротеска, звезд, розеток, ангельских головок и профильных бюстов. Повреждения фасада обнаруживают ренессансные сграффитовые декорации с растительными мотивами. В северной стене расположен главный вход с каменным позднеренессансным порталом с богатыми растительными декорациями и надписью «ANNO MISSERIMA FORTUNA QUAE INIMICIS CARET 1608».
В XIX веке к ренессансной усадьбе была достроена кирпичная стена и обзорную башня в неоготическом стиле, в результате чего образовался небольшой внутренний двор. Усадьба была окружена рвом, соединенным с прудом.

## Галерея
- Замок в январе 2011 г.
- Вид со стороны башни
- Вид со стороны пруда
- Двор замка